# Стигма (літера)
Стигма (Ϛ, ϛ) — лігатура грецьких літер сигма і тау, інколи її використовували в наш час для позначення грецької цифри 6. Проте, сьогодні букви στʹ (ΣΤʹ) ширше використовують для позначення цифри 6 або 6-го порядку.

## Історія і використовування

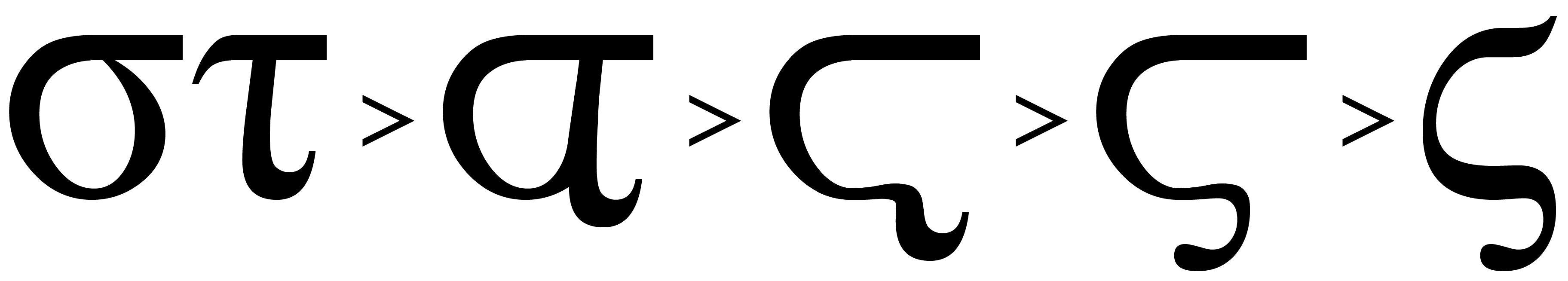
Перехід сигми і тау в стигму.

Назва літери (дав.-гр. στίγμα) у грецькій мові первісно означала «відмітка», «крапка», чи взагалі «знак», бувши похідною від дієслова στίζω («проколюю»).
Стигмою називається курсивна форма букви дигамма, коли її використовують як грецьку цифру 6. Це — сучасне непорозуміння. Лігатура поєднання στ не використовували в античні часи і вона належить до середньовічних манускриптів. У словнику Софокла візантійської грецької мови, яка покриває мовний період приблизно до 1000 року, відсутнє значення слова «стигма» як для лігатури, так і для числа.
У більшості сучасних шрифтів, стигма в нижньому регістрі виглядає так само як і кінцева сигма (ς), але верхній гачок більше і далі йде на право. Колись використовувалися також інші форми букви.
Від стигми походить кирилична Ѕ, яка в буквеній цифрі також має значення 6.

## Кодування

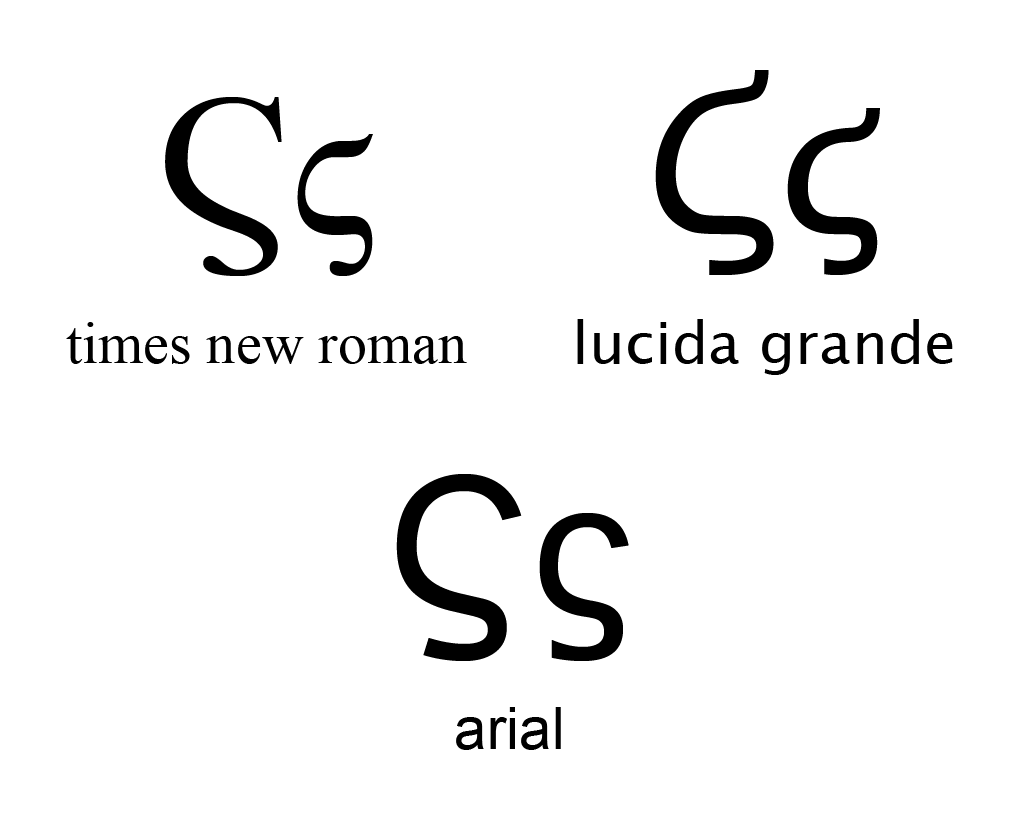
Стигма в трьох стандартних шрифтах: Times New Roman, Lucida Grande, Arial.

У Unicode стигма закодована як «Greek letter stigma» U+03DA (Ϛ) та «Greek small letter stigma» U+03DB (ϛ).